# جامعة كيترينج
جامعة كيترينج (بالإنجليزية: Kettering University)‏ هي جامعة أمريكية خاصة تقع في مدينة فلينت بولاية ميشيغان. تأسست الجامعة عام 1919 وبلغ عدد الملتحقين بها 1,991 طالب في خريف عام 2013. الجامعة تقدم برامج دراسية في مجالات مختلفة: العلوم، التكنولوجيا، الهندسة، والرياضيات، الأعمال التجارية.